# ال بوخئو
ال بوخئو (به اسپانیایی: El Bujeo) یک منطقهٔ مسکونی در اسپانیا است که در تاریفا واقع شده‌است. ال بوخئو ۲۱۲ نفر جمعیت دارد.